# شب بنگالی
شب بنگالی (به انگلیسی: The Bengali Night) فیلمی محصول سال ۱۹۸۸ و به کارگردانی نیکلاس کلوتز است. در این فیلم بازیگرانی همچون سومیترا چاترجی، شبانه اعظمی، هیو گرانت و سوپریا پاتاک ایفای نقش کرده‌اند.